# Powerflo
Powerflo es una banda estadounidense de rap metal radicada en Los Ángeles (California) y activa desde el año 2016. El grupo está actualmente formado por el vocalista/rapero Sen Dog (Cypress Hill, SX-10), el guitarrista Rogelio "Roy" Lozano (downset.), el también guitarrista Billy Graziadei (Biohazard) y el bajista Christian Olde Wolbers (ex-Fear Factory).

## Historia
A pesar de surgir oficialmente en 2016 no sería la primera vez que los integrantes del grupo tocan juntos. Sen Dog e incluso Christian Olde Wolbers ya habían colaborado en alguna ocasión con Biohazard. Roy Lozano y también Wolbers han colaborado en los discos Skull & Bones y Stoned Raiders de Cypress Hill. En 2015, Roy Lozano le mostró un par de maquetas a Sen Dog mientras iban al aeropuerto y eso sentaría las bases para lo que posteriormente vendría a ser Powerflo.
El nombre del grupo surgió mediante un comentario que hizo Lozano sobre las tomas vocales de Sen Dog para el disco debut. Describiendo su sonido como un "cruce entre Iron Maiden, Black Sabbath y Cypress Hill", dieron a conocer el grupo por primera vez el 1 de marzo de 2017 mientras seguían trabajando en su álbum debut homónimo. El 2 de mayo de 2017, lanzaron el primer sencillo Resistance a través de Metal Injection. Al lanzar el primer sencillo, Sen Dog indicó que este es un proyecto a largo plazo y que los futuros álbumes de Powerflo se lanzarán posteriormente al primero. Dicho primer álbum sería producido por el mismo Billy Graziadei junto a Josh Lynch, y su fecha de lanzamiento sería el 23 de junio.
El 2 de junio de 2017, sale a la luz el segundo sencillo Victims of Circumstance con su respectivo videoclip oficial, se trataría de una canción inspirada por la serie de televisión The First 48. Al mismo tiempo, se anuncia el primer show en The Viper Room (Los Ángeles) para el 15 de junio. El 31 de mayo, Resistance fue elegido como el tema oficial de WWE NXT.
En julio de 2017, sale a la luz un nuevo videoclip oficial para el tema Where I Stay. El cual alcanza el millón de visitas a tan solo semanas de ser publicado. El verano y otoño de ese mismo año, el grupo gira con P.O.D. y Brujería.
El próximo videoclip oficial sería para el tema Less than Human que vería la luz en diciembre de 2017 y durante la primavera de 2018 salen de gira con Prong.

## Miembros
- Sen Dog - voz principal (2016-presente).
- Roy Lozano - guitarra solista y coros (2016-presente).
- Billy Graziadei - guitarra rítmica y voz secundaria (2016-presente).
- Christian Olde Wolbers - bajo y coros (2016-presente).

### Miembros en vivo
- Fred Aching - batería (2018-presente).

### Antiguos miembros
- Fernando Schaefer - batería (2016-2018).

## Discografía
- Powerflo (Álbum) - 2017
- Bring That Shit Back! (EP) - 2018
- Gorilla Warfare (Álbum) - 2024